# Elektronisches Wörterbuch

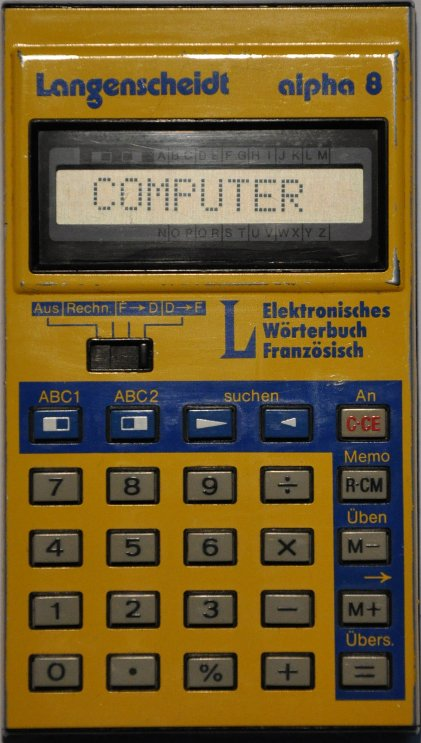
Langenscheidt alpha 8 – ein elektronisches Wörterbuch – hier in der französischen Version

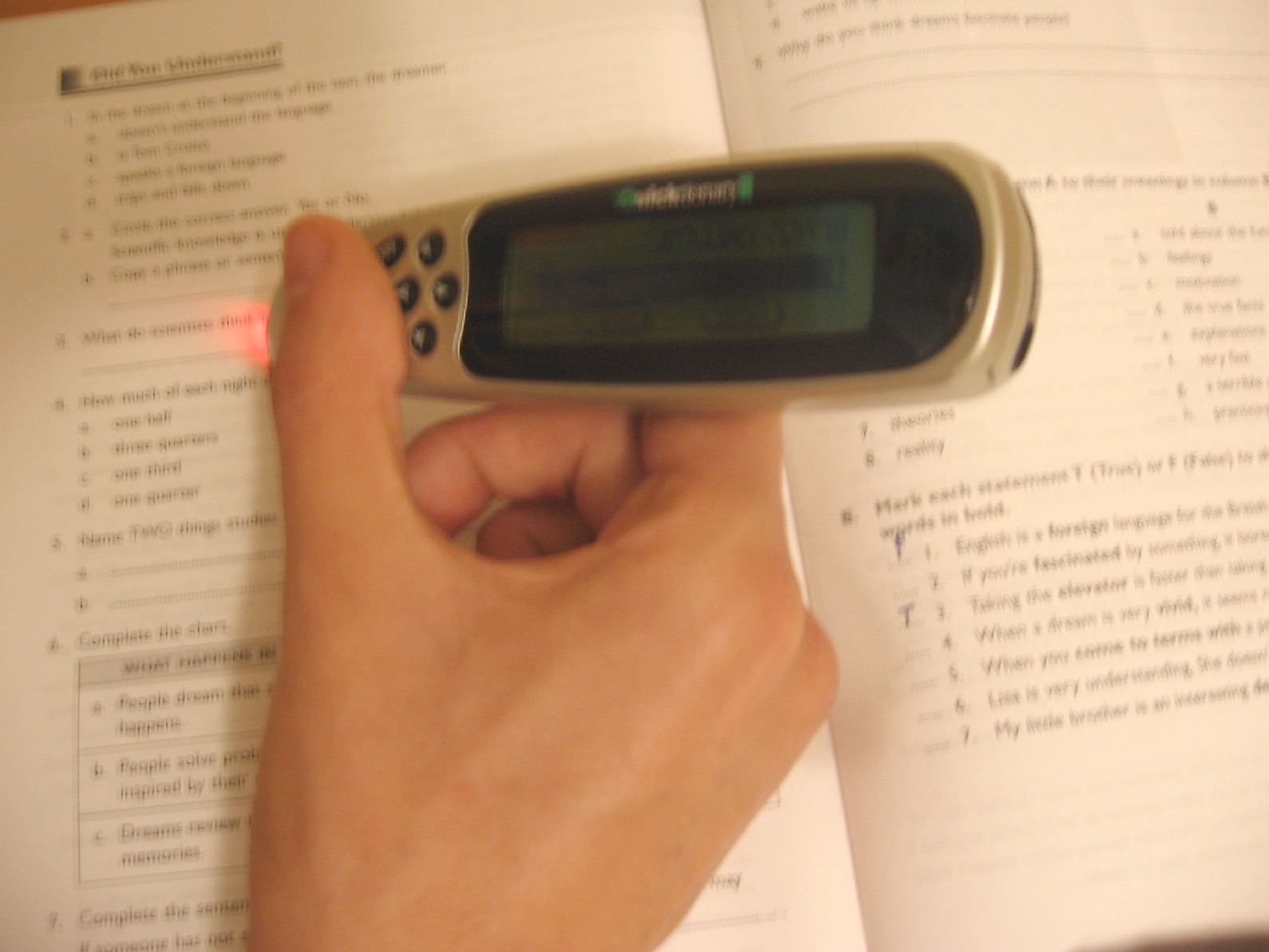
Elektronisches Wörterbuch in Stiftform mit eingebautem Scanner an der Spitze zum Einlesen des zu übersetzenden Wortes

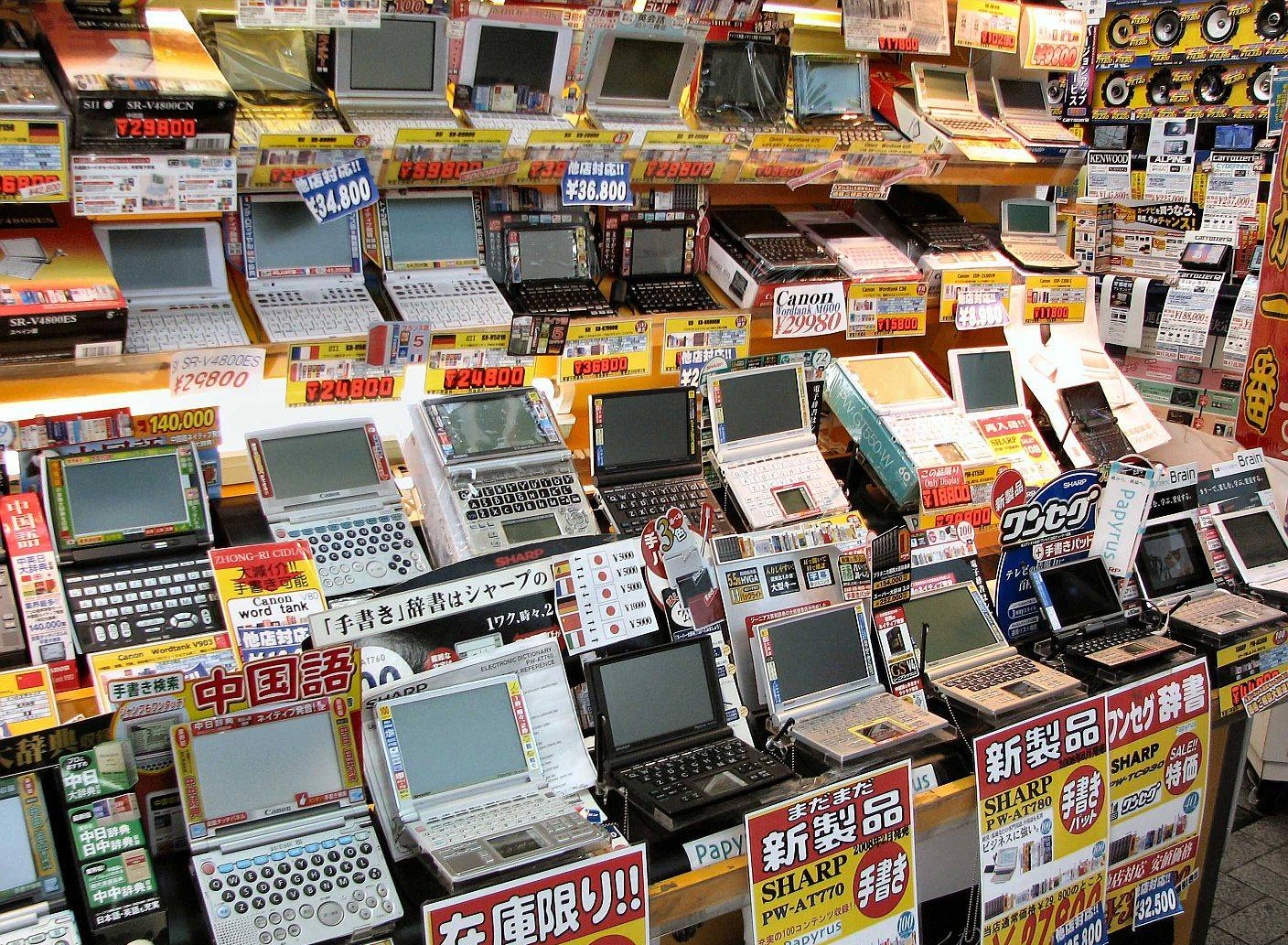
Diverse Modelle elektronischer Wörterbücher in einem Tokioter Elektronikmarkt

Ein elektronisches Wörterbuch ist ein Wörterbuch, dessen Inhalt in digitaler Form vorliegt. Dies ermöglicht gegenüber dem gedruckten Wörterbuch auch multimediale Inhalte wie Spracherkennung, Animationen und Tonaufnahmen, sowie einfachere Verknüpfungsmöglichkeiten und Suchfunktionen. Elektronische Wörterbücher können für online- oder offline-Nutzung erstellt sein.

## Varianten
Neben den plattformunabhängigen Softwarelösungen für elektronische Wörterbücher, die auf einzelnen PCs installiert werden, und solchen, die auf einzelne Betriebssysteme zugeschnitten sind, wie beispielsweise der Babylon Translator, gibt es folgende Varianten:

### Elektronisches Taschenwörterbuch
Seit den 1980er Jahren gibt es Handhelds, die über eine Übersetzungsfunktion verfügen. Das erste Gerät dieser Art weltweit war das Casio „TR-2000“, welches 1981 auf den Markt gebracht wurde.
Solche Handhelds enthalten eines oder mehrere redaktionelle Wörterbücher mit Such- und Nachschlagefunktionen. Gegenüber gedruckten Wörterbüchern sind die Datensätze von Handhelds normalerweise besonders aufbereitet, um z. B. idiomatische Redewendungen oder Beispielsätze besonders darstellen oder gezielt danach suchen zu können.

### Wortliste
Die einfachste Form eines elektronischen Wörterbuchs ist eine ein- oder mehrsprachige Textdatei (meistens ASCII oder UTF-8), welche die Begriffe alphabetisch sortiert enthält und die zur Rechtschreibkontrolle oder zur Übersetzungshilfe in Textverarbeitungsprogrammen eingebunden ist.

### Online-Wörterbuch
Ein Online-Wörterbuch ist ein über das Internet abrufbares, datenbankbasiertes Wörterbuch. Das Frontend, also die Benutzeroberfläche, ist in diesem Fall meistens der Browser oder eine darauf spezialisierte App, wobei die Oberfläche entsprechender Smartphone- oder Tablet-Anwendungen durch eine vereinfachte Bedienung teilweise zwar anwendungsfreundlicher erscheinen, damit allerdings meist auch nur einen eingeschränkten Funktionsumfang bieten, so dass auch auf mobilen Geräten oft die Nutzung im Browser vorzuziehen ist.
Zumindest im Browser bietet diese Form dem Anwender häufig die Möglichkeit, sich an ein angeschlossenes Internetforum des Anbieters zu wenden, beispielsweise wenn das genutzte Werk ein Lemma nicht oder nur unbefriedigend behandelt. Bekannte deutschsprachige Beispiele sind die Angebote von dict.cc (mit Forum), DWDS, Duden, LEO (mit Forum), Linguee, PONS und Wiktionary.
Weiterhin bieten viele Suchmaschinen im Suchergebnis bereits selbst eine minimalistische Auskunft einer Onlinewörterbuchabfrage an, falls eine entsprechende Suchanfrage automatisch erkannt wurde. Zumindest einfache Anfragen wie beispielsweise „Übersetzung Speisekarte“ liefern dann oft vor der Auflistung einschlägiger Sprachseiten die gängigste Übersetzung, in der Regel ins englische oder bei einer erkannten Fremdsprache ins Deutsche bzw. in die Landessprache des Browsers.
Eine neue Form von Online-Wörterbüchern sind solche, die durch die Nutzer selber online bearbeitet und ergänzt werden können, wie beispielsweise dict.cc und Wiktionary.